# Daimler Regency Mark I
Der Daimler Regency Mark I ist ein Oberklassefahrzeug des britischen Automobilherstellers Daimler, das von 1951 bis 1953 mit verschiedenen Karosserien gebaut wurde. Die werksinternen Bezeichnungen lauten DF300 bis DF303. Der Mark I ist die erste von insgesamt drei aufeinander folgenden Serien der Regency-Reihe, die bis 1958 im Daimler-Programm blieb. Auf ihm basiert auch die von Hooper karossierte Limousine Empress II. Der Mark I hatte keinen Erfolg auf dem britischen Markt. Alle Karosserieversionen zusammengenommen, entstanden in einem Zeitraum von etwas mehr als einem Jahr nur ungefähr 50 Fahrzeuge. Sein technisch und stilistisch leicht veränderter Nachfolger wurde 1954 nach mehr als einjähriger Produktionsunterbrechung im Oktober 1954 als Regency Mark II vorgestellt.

## Entstehungsgeschichte

Daimler Motor Company

Die 1896 gegründete Daimler Motor Company war in der ersten Hälfte des 20. Jahrhunderts einer der exklusivsten britischen Automobilhersteller. Das seit 1910 zur Birmingham Small Arms Company (BSA) gehörende Unternehmen lieferte regelmäßig Fahrzeuge für das britische Königshaus. Die Stellung des Unternehmens änderte sich nach dem Ende des Zweiten Weltkriegs, als der Konkurrent Vanden Plas nach und nach die Marktführung im Bereich der großen Limousinen übernahm. Daimler versuchte daraufhin, parallel zu den weiterhin produzierten Repräsentationsfahrzeugen mit den kleineren Modellen preisgünstigere Marktsegmente zu bedienen.
Daimlers Einstiegsmodell war in der unmittelbaren Nachkriegszeit der DB18 bzw. die weiterentwickelte Version Consort, die kleine Sechszylindermotoren hatten und seit 1945 produziert wurden. Um die Lücke zu den großen Staatskarossen DE27 bzw. DE36 zu schließen, führte Daimler 1951 den Regency ein, der eine vergrößerte Version des DB18/Consort war. Der Regency Mark I war erfolglos. Insgesamt baute Daimler nur etwa 50 Autos dieses Typs.
Ein wesentlicher Grund für den fehlenden Erfolg war die britische Steuerpolitik. Als der Regency Mark I auf den Markt kam, lag der Satz der beim Kauf des Autos fälligen Luxussteuer (Purchase Tax) bei 66,6 %. Winston Churchill, der als Sieger aus der Britischen Unterhauswahl 1951 hervorgegangen war, hatte eine Halbierung der Purchase Tax in Aussicht gestellt. In Erwartung der Umsetzung dieser Ankündigung hielten sich die Käufer im Laufe des Jahres 1952 mit dem Erwerb von Luxusgütern zurück, was sich auch auf das Interesse am Daimler Regency auswirkte. Ende 1952 musste Daimler die Produktion des Regency komplett einstellen. Letztlich kam die Halbierung der Purchase Tax erst im April 1953.
Nachfolger des Regency Mark I war der im Oktober 1954 vorgestellte Mark II, der ein Jahr später seinerseits vom One-0-Four abgelöst wurde.

## Technik

### Chassis und Fahrwerk
Der Regency Mark I hat einen Leiterrahmen mit kreuzförmiger Verstrebung, der von dem Rahmen des Daimler DB18/Consort abgeleitet war. Der Radstand von 2896 mm stimmte mit dem des kleineren Modells überein.

### Motor und Kraftübertragung
Der Regency Mark I wird von einem Reihensechszylindermotor mit 3,0 Liter (2954 cm³) Hubraum angetrieben. Er ist das einzige Daimler-Modell, in dem der Motor in dieser Form zum Einsatz kam. Der Sechszylindermotor ist eine Weiterentwicklung jenes Vierzylinders, der seit 1950 den Lanchester 14/Leda antrieb. Bohrung und Hub beider Motoren (76,2 × 108 mm) stimmen überein, ebenso die wesentlichen Konstruktionsmerkmale. Jeder Zylinder hat ein Ein- und ein Auslassventil, die hängend angeordnet sind und über Stoßstangen von einer untenliegenden Nockenwelle gesteuert werden (OHV-Ventilsteuerung). Die Brennräume haben eine Rautenform. Die Gemischaufbereitung übernahmen zwei SU-Vergaser. Die Höchstleistung der Basisversion beträgt 90 bhp (67 kW; 92 PS), die bei 4100 Umdrehungen pro Minute anfallen. Eine leistungsgesteigerte Version mit einem Zylinderkopf aus Aluminiumguss erschien 1952 für die Cabriolets und die Hooper-Modelle. Ihre Höchstleistung beträgt 100 bhp (75 kW; 101 PS).
Die Kraftübertragung übernimmt ein Vorwählgetriebe von Daimler.

## Die einzelnen Modelle

### Regency Saloon
Basismodell der ersten Regency-Reihe ist der Saloon (DF 300/301), eine sechssitzige Stufenhecklimousine im Semi-Pontonstil mit vier Türen und drei Fenstern auf jeder Seite (sog. Six Light), die stilistisch an den Jaguar Mark VII erinnert. Die vorderen Kotflügel verlaufen auf halber Höhe der Wagenflanken bis zu den hinteren Kotflügeln und folgen einer abwärts geneigten Linie. Alle Türen sind vorn angeschlagen. Der Aufbau entstand in Daimlers eigenen Werksanlagen in Coventry, wurde nominell aber Barker zugeschrieben, einem Tochterunternehmen des ebenfalls zu BSA gehörenden Karosserieherstellers Hooper. Der Kaufpreis betrug bei Markteinführung 2.334 £ einschließlich Steuern. Damit war der Regency mehr als doppelt so teuer wie der DB18. Der Jaguar Mark VII, mit dem der Regency konkurrieren sollte, kostete zur gleichen Zeit lediglich 1.500 £. Bis zur Produktionseinstellung entstanden nur sieben Regency Saloons, von denen drei im 21. Jahrhundert noch existieren. Einer der Saloons gehörte der Britischen Königinmutter.

### Barker Special Sports

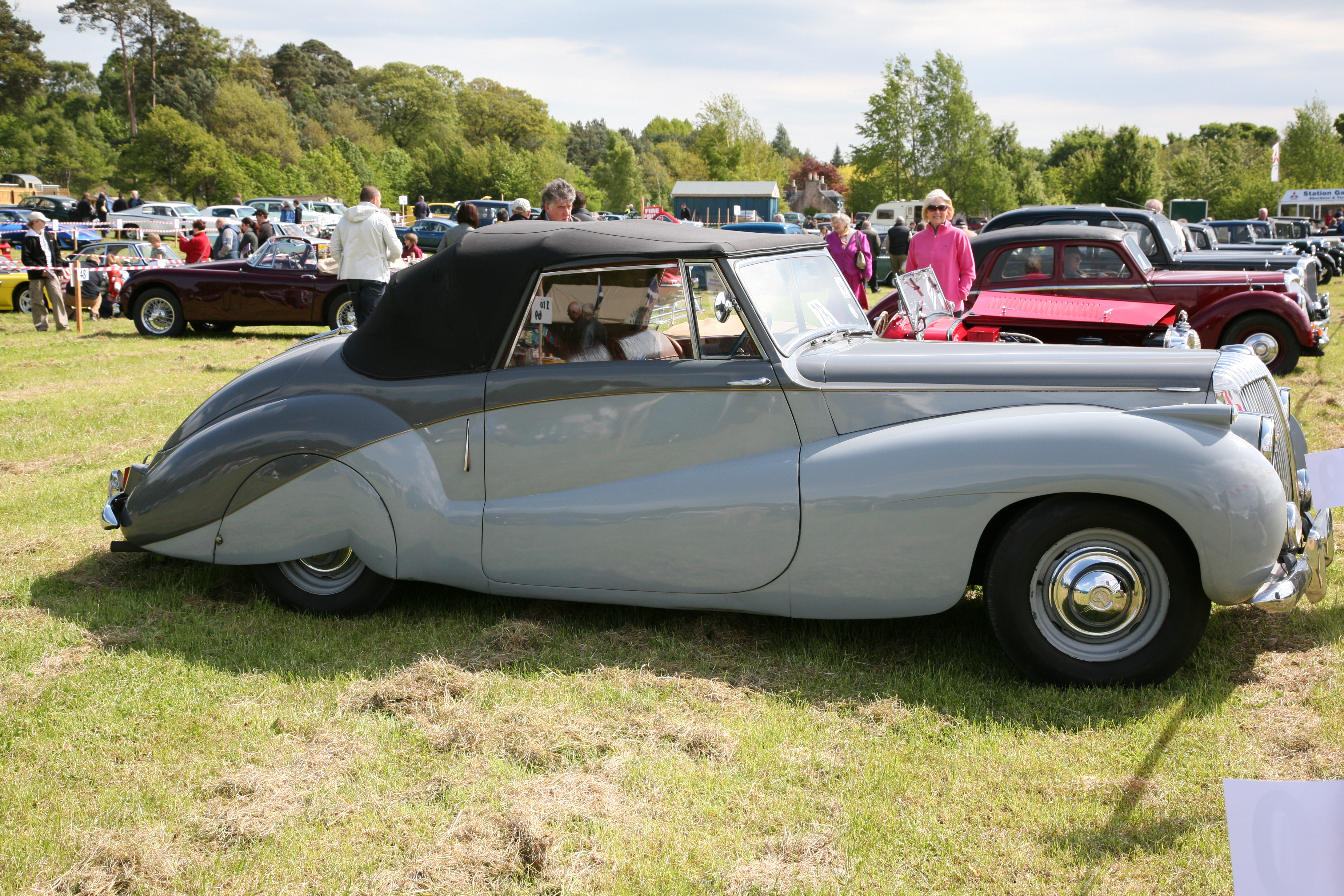
Stilistisch dem Regency-Cabriolet sehr ähnlich: Special Sports auf DB18-Chassis

Auf dem Pariser Autosalon 1952 debütierte ein zweitüriges Cabriolet auf dem Regency-Chassis, das als Barker Special Sports bezeichnet wurde (DF 302/303). Es ähnelte stilistisch dem Special Sports, den Barker bereits ab 1949 in größerer Stückzahl für das Chassis des DB18 gebaut hatte. Äußerlich unterscheidet sich der Special Sports vom DB18-Cabriolet durch die vorn angeschlagenen Türen. Während das DB18-Cabriolet ein Dreisitzer mit einem quer zur Fahrtrichtung eingebauten hinteren Notsitz ist, hat der Special Sports auf Regency-Basis vier Sitze. Das Verdeck und die Seitenscheiben sind elektrisch betrieben. Der Regency Special Sports ist mit einem stärkeren Motor ausgestattet, dessen Leistung 100 bhp (101 PS) beträgt. Der Preis lag bei der Vorstellung des Autos bei 2.661 £. Der Special Sports war „extrem selten“; einige Quellen gehen davon aus, dass nur drei Fahrzeuge gebaut wurden. Eins hatte ein Hardtop mit dreiteiliger Heckscheibe im Panoramastil. Einige Designmerkmale des Special Sports wie etwa die Gestaltung der hinteren Kotflügel und die hintere Panoramascheibe übernahm Daimler später für die viertürige Limousine Sportsman, die Mulliners of Birmingham ab 1954 als hochpreisige Sonderversion des Regeny Mark baute.

### Hooper Empress Mark II

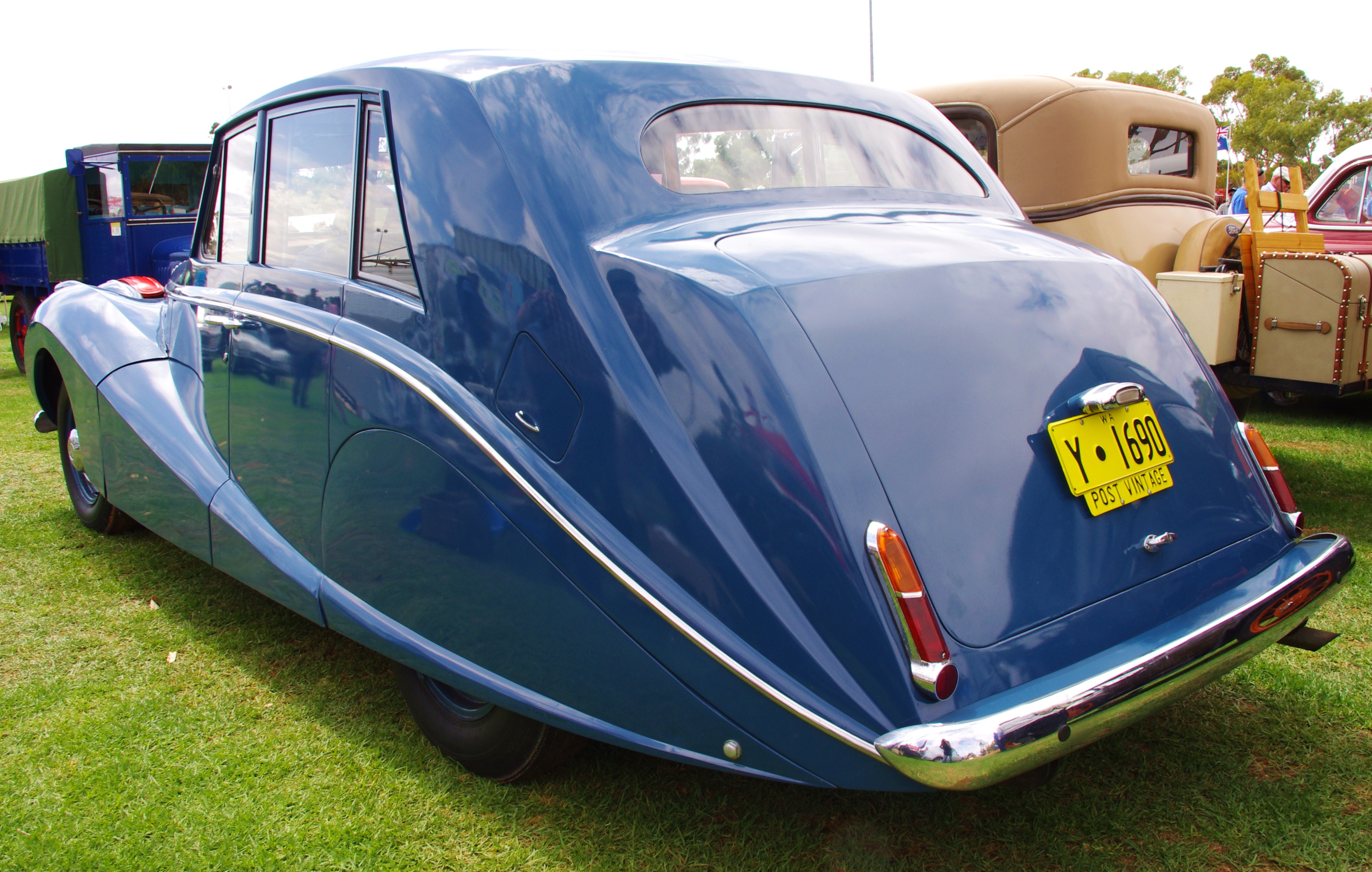
Auf Regency-Basis: Empress Mark II

Eine Eigenart Daimlers in den 1950er-Jahren waren Sonderserien mit eigenständig gestalteten Hooper-Karosserien im sogenannten Empress-Stil, die parallel zu den Standardmodellen mit Barker-Aufbau angeboten wurden. Diese Tradition hatte 1950 als Empress Mark I beim kleineren DB18/Consort begonnen, und Daimler setzte sie 1951 beim Regency mit dem Empress Mark II fort. Wie bei allen Karosserien dieses Designmusters verlaufen beim Empress Mark II die vorderen Kotflügel geschwungen über die gesamte Wagenflanke und enden erst am unteren Heckabschluss des Autos. Ausgeformte hintere Kotflügel fehlen; der Aufbau ist im Passagierbereich so breit, dass er die hinteren Räder integriert. Die hinteren Räder sind von den Seitenblechen der Karosserie abgedeckt. Die abfallende C-Säule verbindet die obere Dachkante mit dem unteren Heckabschluss des Autos, an dem auch eine im hinteren Bereich abfallende Zierleiste an den Wagenflanken endet. Anders als der Mark I sind die auf dem Regency basierenden Empress-II-Modelle üblicherweise (aber nicht ausnahmslos) sogenannte Six-Light-Limousinen mit drei Fenstern auf jeder Fahrzeugseite und vier Türen, von denen die hinteren hinten angeschlagen sind. Einzelne Exemplare wurden allerdings auch als Zweitürer gestaltet. Auf der Basis des Regency Mark I entstanden 33 Empress-Limousinen, sodass die Empress-Version weitaus erfolgreicher war als Daimlers Standardlimousine mit Barker-Aufbau.

### Daimler Silver Flash
Einige Quellen gehen davon aus, dass das Show Car Silver Flash, das zu den sogenannten Docker Daimlers gehört und auf der Earls Court Motorshow im Herbst 1953 präsentiert wurde, auf einem Regency-Mark-I-Chassis (DF302) aufgebaut wurde. Nach anderen Quellen war ein modifiziertes Lanchester-14-Chassis die Basis des Silver Flash.

## Technische Daten
| Daimler Regency Mark I Saloon        | Daimler Regency Mark I Saloon    |
| ------------------------------------ | -------------------------------- |
| Motor:                               | Sechszylinder-Ottomotor, Reihe   |
| Hubraum:                             | 2954 cm³                         |
| Bohrung × Hub:                       | 76,2 × 107,9 mm                  |
| Bruttoleistung nach SAE J245/J1995:  | 90 bhp (67 kW) bei 4100 min−1    |
| Nennleistung nach DIN 70020:         | 92 PS                            |
| Verdichtungsverhältnis:              | 6,7 : 1                          |
| Gemischaufbereitung:                 | 2 Vergaser                       |
| Kühlung:                             | Wasserkühlung                    |
| Getriebe:                            | Vorwählgetriebe, 4 Vorwärtsgänge |
| Radaufhängung vorn:                  | Blattfedern                      |
| Radaufhängung hinten:                | Blattfedern                      |
| Bremsen:                             | vorne und hinten Trommelbremsen  |
| Chassis:                             | Leiterrahmen, Stahl              |
| Karosserie:                          | Stahlblech                       |
| Radstand:                            | 2596 mm                          |
| Abmessungen (Länge × Breite × Höhe): | 4851 × 1803 × 1651 mm            |
| Leergewicht:                         | 1830 kg                          |
| Höchstgeschwindigkeit:               | ca. 131 km/h                     |